# Weißzement
Weißzement gehört zur Gruppe der Portlandzemente und zeichnet sich durch seinen geringen Eisenoxidgehalt aus. Zudem fehlen die Bestandteile Mangan, Chrom, Titan und Phosphor.
Etwa 2 Prozent des weltweit produzierten Zements entfällt auf diese Sorte. Aufgrund weltweit steigender Bauinvestitionen, insbesondere in neuen Märkten wie Indien, Mexiko und Brasilien, erhöht sich der Anteil perspektivisch. Weißzement wurde von Walter Dyckerhoff erfunden und 1931 erstmals unter dem Markennamen Dyckerhoff Weiß vertrieben. Weißzement und der damit hergestellte Weißbeton unterliegen den allgemeinen technischen Normen für Zement und Beton.

## Herstellung
Die Herstellung von Weißzement ist aufwendiger als diejenige von gewöhnlichem Portlandzement. Weißzemente werden aus sehr eisenarmen Rohstoffen hergestellt (Fe2O3-Gehalt < 0,1 %).
Der aus dem Drehrohrofen fallende heiße Klinker muss nach dem Brennen schnell und unter Sauerstoffabschluss auf < 600 °C gekühlt werden, um weiß zu bleiben. Dies geschieht zumeist durch das Eintauchen des glühenden Materials in ein kontinuierlich umgewälztes Wasserbad am Ofenauslauf. Danach durchläuft der Klinker einen Walzenbrecher, der Korngrößen unter 50 mm erzeugt. Die Kühlung erfolgt anschließend auf dem Vibrationsrost mittels Luft. Für die weitere Abkühlung des Klinkers von 600 °C auf etwa 100 °C wurde bewusst auf Luftkühlung gesetzt, um die Wärme des Klinkers für die Rückgewinnung durch Sekundärluft zu nutzen.
Beim Abkühlen entstehen Dämpfe und Gase, die wieder abgekühlt werden müssen und den Herstellungsprozess von Weißzement technisch und finanziell aufwendiger machen. Der Brennstoffverbrauch erhöht sich zudem, da für den Brennvorgang eine höhere Temperatur von etwa 1600 °C benötigt wird. Zudem ist der Klinker nach dem Abkühlen nass und muss vor dem Mahlen zunächst getrocknet werden. Neuere, ressourcenschonende Verfahren verwenden gasgekühlte Kühltrommeln anstelle von Wasserbädern.
Das aufwendige Produktionsverfahren durchläuft sechs Phasen: Rohmaterialaufbereitung, Rohmaterialvermahlung, Rohmelmischanlage, Pyro-Linie, Brennstoffaufbereitung, Zementmahlung. Vornehmlich die Pyro-Linie bietet die höchsten Potenziale zur ressourcenschonenderen Herstellung, indem mehrstufige Verfahren beim Brennen und der Kühlung genutzt werden. Es sollen Verbrauchswerte in Höhe von 1000 kcal/kg Klinker erreicht werden.
Weißzement ist aufgrund des hohen technologischen Einsatzes und des höheren Energiebedarfs sowie der teureren Ausgangsmaterialien im Handel mindestens dreimal teurer als gewöhnlicher Portlandzement. Da es nur wenige Hersteller gibt, kann der längere Transportweg sowie die Kosten für grenzüberschreitenden Handel den Preisunterschied zu einem lokal produzierten Zement noch weiter in die Höhe treiben.

## Verwendung
Weißzement wird hauptsächlich für hellen und farbigen Terrazzo, Zementfliesen, Sichtbeton (Weißbeton) und weißen Putz eingesetzt. Bei der Verarbeitung als Weißbeton spielt die Farbe der Zuschlagstoffe ebenso eine wichtige Rolle. Bei Bedarf können dabei zusätzliche Pigmente z. B. Titandioxid zugesetzt werden. Er eignet sich nicht nur für hellfarbige Zubereitungen, sondern lässt sich mit Farbpigmenten besser leichter einfärben als grauer Portlandzement, da die Farben besser hervortreten und farbintensiver wirken.
Insbesondere im Nahen Osten und rund um das Mittelmeer ist Weißzement ein wichtiger Baustoff, da Weiß die Sonne reflektiert und als Farbe der Reinheit in hohem gesellschaftlichen Ansehen steht. Eins der bekanntesten Bauwerke aus Weißbeton ist der unterirdische Teil von Stuttgart Hauptbahnhof im Rahmen von Stuttgart 21. Der komplette Betonanteil der Kelchstützen besteht aus Weißbeton, außerdem viele andere Sichtbetonteile.